# Tayeb Meziani
Tayeb Meziani, né le 27 février 1996 à Alger, est un footballeur international algérien évoluant au poste d'attaquant au MC Alger.

## Biographie
À l'issue de la saison 2016-17 de la Ligue professionnelle 2 algérienne, Tayeb Meziani est élu meilleur joueur de la saison.
Le 1er juin 2017, Meziani est appelé pour la première fois en équipe d'Algérie, pour un match amical contre la Guinée et un match de qualification pour la Coupe d'Afrique des nations 2019 contre le Togo. Il débute finalement le 12 août 2017, contre la Libye (défaite 1-2).
L’Étoile Sportive du Sahel a annoncé ce mardi 2 février, la signature du joueur algérien Tayeb Meziani pour une durée de 18 mois.

## Statistiques

### En club
| Saison                | Club                  | Championnat           | Championnat | Championnat | Championnat | Coupe(s) nationale(s) | Coupe(s) nationale(s) | Coupe(s) nationale(s) | Compétition(s) continentale(s) | Compétition(s) continentale(s) | Compétition(s) continentale(s) | Compétition(s) continentale(s) | Total | Total | Total |
| Saison                | Club                  | Division              | M.          | B.          | P.d.        | M.                    | B.                    | P.d.                  | Comp.                          | M.                             | B.                             | P.d.                           | M.    | B.    | P.d.  |
| 2015-2016             | Paradou AC            | Ligue 2               | 18          | 0           | 0           | 4                     | 1                     | 0                     | -                              | -                              | -                              | -                              | 22    | 1     | 0     |
| 2016-2017             | Paradou AC            | Ligue 2               | 26          | 12          | 0           | 3                     | 2                     | 0                     | -                              | -                              | -                              | -                              | 29    | 14    | 0     |
| 2018-2019             | Paradou AC            | Ligue 1               | 7           | 1           | 0           | -                     | -                     | -                     | -                              | -                              | -                              | -                              | 7     | 1     | 0     |
| Sous-total            | Sous-total            | Sous-total            | 51          | 13          | 0           | 7                     | 3                     | 0                     | -                              | -                              | -                              | -                              | 58    | 16    | 0     |
| 2017-2018             | FC Stumbras (prêt)    | A Lyga                | 4           | 0           | 0           | -                     | -                     | -                     | -                              | -                              | -                              | -                              | 4     | 0     | 0     |
| 2018-2019             | ES Tunis              | Ligue 1 Pro           | 8           | 0           | 0           | 3                     | 0                     | 0                     | CAF                            | 4                              | 0                              | 0                              | 15    | 0     | 0     |
| 2019-2020             | ES Tunis              | Ligue 1 Pro           | 1           | 0           | 0           | -                     | -                     | -                     | -                              | -                              | -                              | -                              | 1     | 0     | 0     |
| Sous-total            | Sous-total            | Sous-total            | 9           | 0           | 0           | 3                     | 0                     | 0                     | -                              | 4                              | 0                              | 0                              | 16    | 0     | 0     |
| 2020-2021             | ES Sahel              | Ligue 1 Pro           | 12          | 6           | 2           | 2                     | 0                     | 0                     | -                              | -                              | -                              | -                              | 14    | 6     | 2     |
| 2021-2022             | ES Sahel              | Ligue 1 Pro           | 7           | 0           | 0           | -                     | -                     | -                     | CAF                            | 2                              | 1                              | 0                              | 9     | 1     | 0     |
| Sous-total            | Sous-total            | Sous-total            | 19          | 6           | 2           | 2                     | 0                     | 0                     | -                              | 2                              | 1                              | 0                              | 23    | 7     | 2     |
| 2021-2022             | Abha Club             | Saudi Pro League      | 9           | 0           | 0           | -                     | -                     | -                     | -                              | -                              | -                              | -                              | 9     | 0     | 0     |
| 2022-2023             | Abha Club             | Saudi Pro League      | 10          | 0           | 0           | 2                     | 0                     | 0                     | -                              | -                              | -                              | -                              | 12    | 0     | 0     |
| Sous-total            | Sous-total            | Sous-total            | 19          | 0           | 0           | 2                     | 0                     | 0                     | -                              | -                              | -                              | -                              | 21    | 0     | 0     |
| 2023-2024             | Club Africain         | Ligue 1 Pro           | 13          | 3           | 0           | 1                     | 0                     | 0                     | CAF2                           | 6                              | 1                              | 0                              | 20    | 4     | 0     |
| 2024-2025             | MC Alger              | Ligue 1               | 18          | 1           | 0           | 2                     | 0                     | 0                     | CAF                            | 9                              | 0                              | 0                              | 29    | 1     | 0     |
| Total sur la carrière | Total sur la carrière | Total sur la carrière | 133         | 23          | 2           | 17                    | 3                     | 0                     | -                              | 21                             | 2                              | 0                              | 171   | 28    | 2     |

### En sélection nationale
| Saison                | Sélection             | Phases finales        | Phases finales | Phases finales | Phases finales | Éliminatoires CDM | Éliminatoires CDM | Éliminatoires CDM | Éliminatoires CAN | Éliminatoires CAN | Éliminatoires CAN | Matchs amicaux | Matchs amicaux | Matchs amicaux | Total | Total | Total |
| Saison                | Sélection             | Compétition           | M              | B              | Pd             | M                 | B                 | Pd                | M                 | B                 | Pd                | M              | B              | Pd             | M     | B     | Pd    |
| --------------------- | --------------------- | --------------------- | -------------- | -------------- | -------------- | ----------------- | ----------------- | ----------------- | ----------------- | ----------------- | ----------------- | -------------- | -------------- | -------------- | ----- | ----- | ----- |
| 2021-2022             | Algérie               | Coupe arabe 2021      | 6              | 1              | 0              | -                 | -                 | -                 | -                 | -                 | -                 | -              | -              | -              | 6     | 1     | 0     |
| Total sur la carrière | Total sur la carrière | Total sur la carrière | 6              | 1              | 0              | -                 | -                 | -                 | -                 | -                 | -                 | -              | -              | -              | 6     | 1     | 0     |

### Matchs internationaux
La liste ci-dessous dénombre toutes les rencontres de l'Équipe d'Algérie de football auxquelles Tayeb Meziani prend part, du 1er décembre 2021 jusqu'à présent.

## Palmarès

### Palmarès en club
| Paradou AC (1)                    | ES Tunis (3)                                                                                           | ES Sahel                               | MC Alger (2)                                                                      |
| --------------------------------- | --- | -------------------------------------- | --------------------------------------------------------------------------------- |
| - Ligue 2 (1) : - Champion : 2017 | - Ligue 1 Pro (2) : - Champion : 2019 et 2020 - Ligue des champions de la CAF (1) : - Vainqueur : 2019 | - Ligue 1 Pro : - Vice-champion : 2021 | - Ligue 1 (1) : - Champion : 2025 - Supercoupe d'Algérie (1) : - Vainqueur : 2024 |

### En sélection nationale
Avec la sélection algérienne, Tayeb Meziani remporte la Coupe arabe de la FIFA 2021.
| Algérie (1)                                      |
| ------------------------------------------------ |
| - Coupe Arabe de la FIFA (1) - Vainqueur en 2021 |